# The Blackout
The Blackout – zespół post-hardcore'owy pochodzący z południowej Walii. Po małym wsparciu grupy Lostprophets na ich trasie Liberation Transmission nagrali oni swój pierwszy minialbum The Blackout! The Blackout! The Blackout!. W październiku 2007 roku pojawił się ich debiutancki album We Are The Dynamite!.

## Historia
Zespół The Blackout powstały w 2003 roku w południowej Walii to połączenie gitar, perkusji, krzyku i melodyjnych wokali.
Zespół koncertował w Wielkiej Brytanii z zespołami takimi jak: Lostprophets, Funeral For A Friend, Fightstar, Avenged Sevenfold, Reuben, The Used, Gredg, 18 Visions, Thrice and Hidden in Plain Views, otwierali oni także ,,Give It a Name Festival'” w kwietniu 2006 roku. The Blackout zagrał na głównej scenie festiwalu The Full Ponty w 2007 z grupami tj: Lostprophets, Reel Big Fish oraz The Automatic.
W 2006 roku byli nominowani do nagrody Kerrang! For Best British Newcomer, czyli dla najlepszego debiutanta na angielskiej scenie muzycznej, niestety ostatecznie nagrodę tę otrzymał zespół Bring Me the Horizon.
The Blackout wydało swój pierwszy debiutancki minialbum The Blackout! The Blackout! The Blackout! 23 października 2006 r. dzięki Fierce Panda Records, singlem promującym płytę był Hard Slammin.
Drugi album – We Are The Dynamite! ukazał się 1 października 2007 r., (także dzięki Fierce Panda Records), pierwszym singlem z płyty jest The Beijing Cocktail, który został wydany tydzień przed albumem. We Are The Dynamite jest najszybciej sprzedającym się albumem wydanym przez Fierce Panda.
W tym samym czasie kiedy album został wydany The Blackout ogłosili 14-dniową trasę po UK z zespołami Flood Of Red i Pierce The Veil.
W Listopadzie 2007 r. The Blackout dołączyło do Taste of Chaos – trasy koncertowej po Europie, gdzie zagrali wraz z The Used, Rise Against, Aiden i Gallows.
Drugim singlem z albumu We Are The Dynamite jest It’s High Tide Babe (nagrany z Ianem Watkinsem wokalistą zespołu Lostprophets) wydany przez Fierce Panda 11 stycznia 2008 r.

## Członkowie
- Sean Smith – wokal
- Gavin Butler – wokal
- Matthew Davies – gitara prowadząca
- James Davies - gitara
- Rhys Lewis – bass
- Gareth Lawrence – perkusja

## Albumy
- Pull No Punches [three track demo] (2004)
- The Blackout!The Blackout!The Blackout! [mini-album] (2006)
- We Are the Dynamite (2007) UK Indie #5
- The Best In Town (2009)
- Hope (2011)
- Start the Party (2013)

## Video
- Ich pierwszy teledysk nagrany do piosenki The Beijing Cocktail, został zamieszczony na You Tube 6 września 2007 r., a wkrótce potem dodany do listy Kerrang!TV oraz Scuzz – dwóch najbardziej popularnych stacji muzycznych w Wielkiej Brytanii.
- Ich nowy teledysk do piosenki It’s High Tide Babe został dodany do listy Scuzz (nagrany wraz z Ianem Watkinsem)

## Single
| ROK  | SINGEL               | Lista Przebojów (Miejsce) | Lista Przebojów (Miejsce) | Lista Przebojów (Miejsce) | ALBUM                                     |
| ROK  | SINGEL               | UK Singles Chart          | UK Rock Chart             | UK Indie Chart            | ALBUM                                     |
| ---- | -------------------- | ------------------------- | ------------------------- | ------------------------- | ----------------------------------------- |
| 2006 | Hard Slammin         | -                         | 32                        | 8                         | The Blackout! The Blackout! The Blackout! |
| 2007 | The Beijing Cocktail | 90                        | -                         | 4                         | We Are the Dynamite                       |
| 2008 | It's High Tide Baby  | -                         | -                         |                           | We Are the Dynamite                       |

## Nagrody i wyróżnienia
| Rok  | Kategoria          | Tytułem      | Nagroda         | Nota | Źródło |
| ---- | ------------------ | ------------ | --------------- | ---- | ------ |
| 2012 | The Devotion Award | The Blackout | Kerrang! Awards | Laur | [ 1 ]  |